# Strangers of the Night
Strangers of the Night é um filme mudo do gênero comédia produzido nos Estados Unidos e lançado em 1923. É atualmente considerado filme perdido.